# 霧島市立富隈小学校
霧島市立富隈小学校（きりしましりつ とみくましょうがっこう）は、鹿児島県霧島市隼人町真孝にある市立の小学校。

## 概要
霧島市隼人町の南部に位置する小学校である。
校名は薩摩藩16代当主島津義久が築城した富隈城に由来する。

## 沿革
- 1878年（明治11年） - 真孝小学校、浜之市小学校が統合し真浜小学校新設。
- 1886年（明治19年） - 富隈小学校と改称。
- 2005年（平成17年） - 国分市と姶良郡6町の新設合併に伴い、霧島市立富隈小学校となる。
- 2010年（平成22年） - 霧島市立天降川小学校の新設に伴い、校区のうち天降川よりも東の地域が分離される[1]。